# 清澄ゴルフ倶楽部
清澄ゴルフ倶楽部（きよすみゴルフくらぶ）は、埼玉県東松山市にある岩殿丘陵にひろがるゴルフ場である。

## 所在地
- 埼玉県東松山市大字神戸1875

## コース情報
- 開場日
  - 1993年10月13日
- 設計者
  - 大久保 昌
- 面積
  - 1,186,805m2(36万坪)
- コース
  - 7,084Y　18ホールズ　パー72

## アクセス
- 鉄道
  - 高坂駅（東武東上本線）西口からクラブバス15分
- 道路
  - 関越自動車道　東松山インターチェンジから約5km